# 岸義人
岸 義人（きし よしと、1937年4月13日 - 2023年1月9日）は、日本とアメリカ合衆国で活動した有機合成化学者。専門は天然物化学。ハーバード大学名誉教授。天然物化学における驚異的な功績により2010年から名古屋大学特別教授。米国エーザイの副社長も務めた。

## 人物
愛知県名古屋市出身で、戦時中に岐阜県美濃加茂市に疎開。岐阜県立加茂高等学校を経て、1961年に名古屋大学理学部を卒業したのち、名古屋大学農学部助教授などを経て、1974年にハーバード大学教授として招聘された。2009年現在ハーバード大学名誉教授。
1966年 理学博士「ウミホタルルシフェリンの構造とその全合成」。 
海洋産天然物の研究を行い、パリトキシン、マイトマイシン、テトロドトキシン、ハリコンドリンBなどの全合成を達成した。
乳がん治療薬「エリブリン」を製薬会社エーザイと共同開発した。
2023年1月9日、脳梗塞のため、マサチューセッツ州の病院で死去。85歳没。

## 受賞
- 1980年 ACS Award for Creative Work in Synthetic Organic Chemistry（アメリカ化学会）
- 1992年 内藤記念科学振興賞
- 1995年 名古屋メダル（MSD生命科学財団）[8]
- 1995年 プレローグ・メダル
- 1999年 日本学士院賞・恩賜賞[2]
- 2001年 テトラヘドロン賞
- 2001年 アーネスト・ガンサー賞
- 2012年 Yamada-Koga prize（微生物化学研究会）
- 2018年 野依賞
- 2020年 Nakanishi Prize (日本化学会)

## 栄典
- 2001年 文化功労者[1]
- 2013年 瑞宝重光章[9][3]